# Partikel (Hostie)

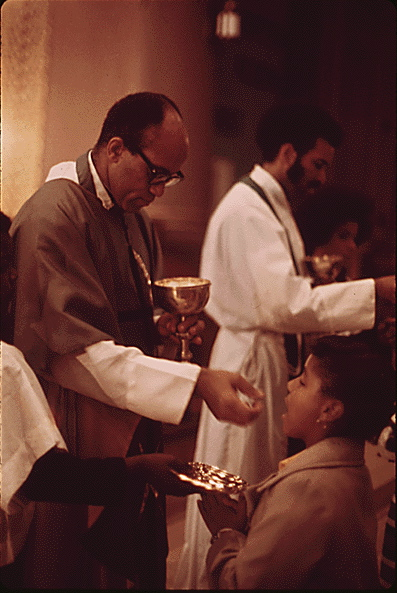
Kommunionspendung mit Patene

Der Ausdruck Partikel (lateinisch particula) bezeichnet den Teil einer in der Heiligen Messe konsekrierten Hostie, der sich von ihr gelöst hat oder abgebrochen wurde.

## Bedeutung
Gemäß der römisch-katholischen Lehre von der Transsubstantiation („Wesensverwandlung“) ist Jesus Christus als Gott und Mensch in jeder Partikel der Hostie wirklich, wahrhaft und wesentlich gegenwärtig, solange diese Partikel ihrer Gestalt nach existiert.

## Liturgische Vorschriften
Aus dem Glauben an die Realpräsenz wird die liturgische Vorschrift abgeleitet, Partikelverlust unter allen Umständen zu vermeiden und auch mit kleinsten Stücken der gewandelten Hostie ehrfurchtsvoll und sorgfältig umzugehen und sie keinesfalls achtlos liegenzulassen oder gar wegzuwerfen.
Um sicherzustellen, dass während der Eucharistiefeier eventuell auf den Altar gefallene Partikeln nicht verlorengehen, wird vor der Gabenbereitung ein Leinentüchlein, das Korporale, auf dem Altar ausgebreitet, auf dem die eucharistischen Gaben niedergelegt werden. Das Korporale wird beim Abräumen des Altars nach innen gefaltet, was Partikelverlust verhindern soll. Partikeln, die an den Händen des Priesters und an den liturgischen Gefäßen haften, werden nach der Kommunion bei der Purifikation summiert.
Dem gleichen Zweck dient die Patene. Solange die Hostienbrote in der Westkirche ebenfalls gesäuert waren, machte dies Patenen entsprechender Größe für die Aufnahme der Partikeln, die zur Kommunion gereicht wurden, erforderlich. Ursprünglich erst zur Brotbrechung gereicht, wurde ihr Gebrauch seit karolingischer Zeit (8./9. Jahrhundert) ausgeweitet, so dass seitdem die Zelebrationshostie grundsätzlich auf der Patene liegt.